# Herbert Zimmermann (piłkarz)
Herbert Zimmermann (ur. 1 lipca 1954 w Engers) – piłkarz niemiecki.
W latach 1976–1979 rozegrał 14 meczów i strzelił 2 gole Reprezentacji RFN. Wystąpił na Mistrzostwach Świata 1978. Był rezerwowym na Euro 1980, gdzie Reprezentacja RFN zdobyła mistrzostwo. Z Bayernem Monachium zdobył dwukrotnie zdobył mistrzostwo Niemiec (1973, 1974) i raz Puchar Klubowych Mistrzów Europy (1974). Z 1. FC Köln sięgnął po mistrzostwo (1978) i trzykrotnie Puchar Niemiec (1977, 1978, 1983).